# Zaklęty krąg ubóstwa
Zaklęty krąg ubóstwa (błędne koło ubóstwa, zaklęty krąg biedy, błędne koło czynników ograniczających) – termin występujący w ekonomii rozwoju, oznaczający niemożność wejścia zacofanej gospodarki na drogę rozwoju.
W myśl tej koncepcji czynniki powodujące zacofanie tworzą swoisty łańcuch zależności i układają się w krąg przyczynowości, gdzie każdy z tych czynników jest zależny od czynnika, który go poprzedza, a on sam determinuje zjawisko po nim następujące. Wzajemne powiązanie w sposób okrężny wszystkich rozpatrywanych czynników niedorozwoju utrzymuje cały system w równowadze, prowadzącej do stagnacji gospodarczej.
Wyróżnia się cztery kręgi ubóstwa:
- Błędne koło ubóstwa R. Nurksego (dwa kręgi)
- Błędne koło ubóstwa B. Knalla
- Błędne koło ubóstwa E. Gannagé